# Savannentoko

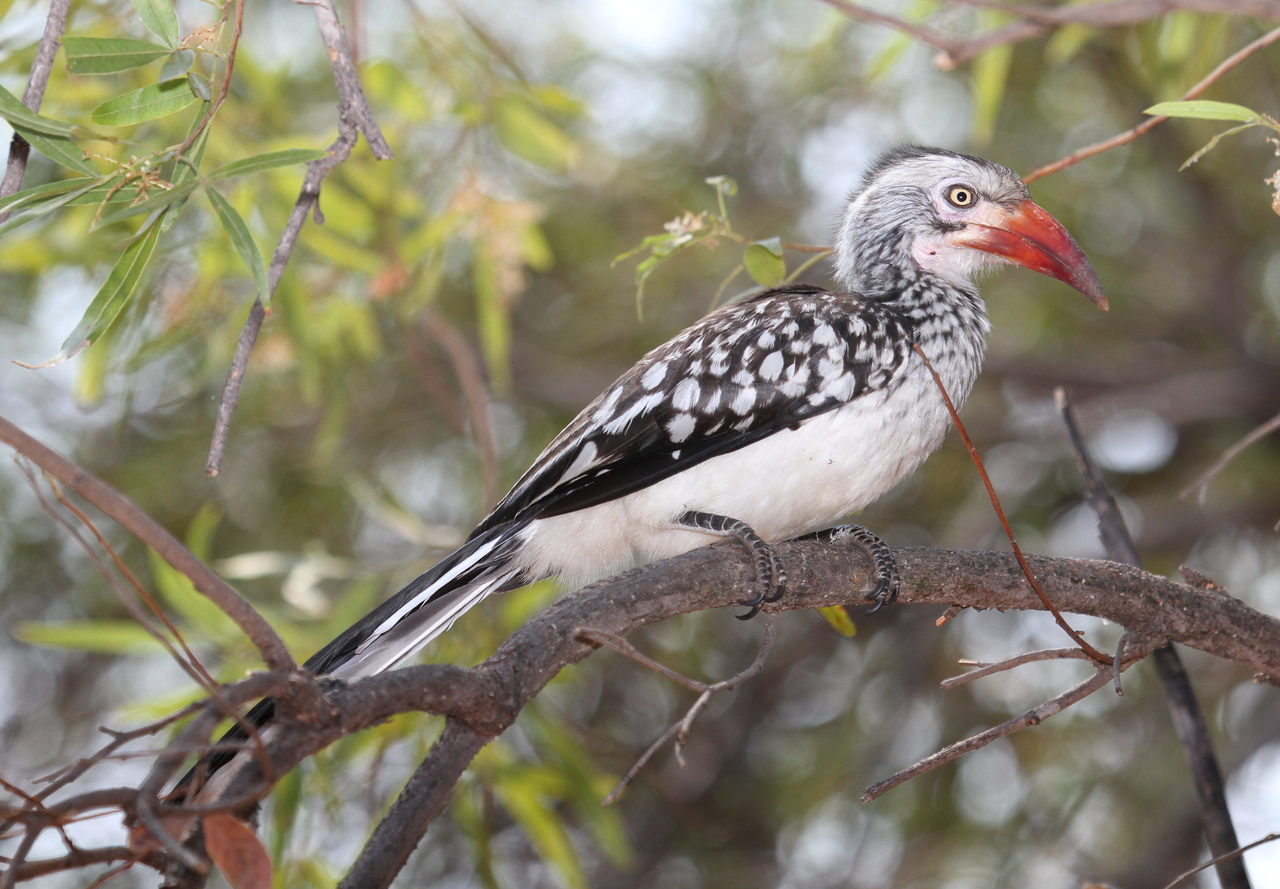
Jungvogel – die Augen sind noch grau, der Schnabel noch klein und ohne schwarze Farben

Der Savannentoko (Tockus erythrorhynchus), auch Rotschnabeltoko bzw. Nördlicher Rotschnabeltoko, ist eine Vogelart, die zu den Nashornvögeln (Bucerotidae) gehört und in weiten Teilen Afrikas vorkommt. Es wurden ursprünglich fünf Unterarten des Savannentokos unterschieden, denen mittlerweile jedoch alle Artstatus zugebilligt wird. Der Eindeutigkeit wegen wird jetzt diese Art als Savannentoko bezeichnet.
Die Bestandssituation des Savannentokos wurde 2016 in der Roten Liste gefährdeter Arten der IUCN als „Least Concern (LC)“ = „nicht gefährdet“ eingestuft.

## Merkmale
Der Savannentoko erreicht eine Körperlänge von bis zu 35 Zentimetern und gehört damit zu den kleineren Tokos. Auf den Schnabel entfallen beim Männchen zwischen 7,3 und 9,7 Zentimeter. Der Schnabel ist bei den Weibchen mit 5,9 bis 7,4 Zentimeter etwas kleiner. Männchen wiegen zwischen 172 und 185 Gramm, die Weibchen haben ein Gewicht zwischen 120 und 140 Gramm.

### Männchen
Die Männchen sind an Scheitel und Nacken dunkelgrau, der Hals und das Gesicht sind weiß. Die Ohrdecken sind grau gestrichelt und vom Scheitel durch einen breiten weißen Augenüberstreif getrennt. Der Rücken ist rußbraun und wird in Richtung der Oberschwanzdecken noch dunkler. In der Mitte des Rückens verläuft eine weiße Strichzeichnung. Die zwei mittleren Paare der insgesamt 10 Paar Steuerfedern sind schwarz, die übrigen acht Paare sind an der Basis schwarz und dann weiß und schwarz quergebändert. Die Körperunterseite ist weiß. Die Handschwingen sind schwarz mit weißen Flecken in der Mitte, die äußeren Armschwingen sind schwarz und weisen ebenfalls weiße Flecken auf. Die inneren Armschwingen sind fast vollständig weiß. Die Flügeldecken sind rußbraun mit großen weißen Flecken in der Mitte, die Federn der mittleren Flügeldecke sind fast vollständig weiß. Der Schnabel ist rot mit einer schmalen gelben Basis. Der Unterschnabel ist von der Basis bis fast zur Mitte schwarz. Ein Horn fehlt fast vollständig, auf dem Oberschnabel findet sich lediglich eine schmale Erhebung. Der unbefiederte Orbitalring und die nackte Kehlhaut sind cremegelb bis blass rosa. Die Augen sind braun, die Beine und Füße rußbraun.

### Weibchen und Jungvögel
Die Weibchen ähneln den Männchen im Körpergefieder, sind aber insgesamt kleiner. Der Schnabel ist rot, der Unterschnabel ist nicht wie beim Männchen bis zur Hälfte schwarz, sondern weist nur einen einzelnen schwarzen Fleck auf.
Jungvögel sind wie die adulten Vögel gefärbt, der Schnabel ist bei ihnen aber deutlich kleiner und einheitlich braungelb. Schwarze Abzeichen auf dem Schnabel fehlen noch vollständig. Die Augen sind zunächst noch grau, sie werden erst später braun.

### Stimme
Typisch für den Savannentoko sind gluckende Laute. Diese werden in einem größeren Abstand geäußert, wenn die Tiere lediglich mit Artgenossen Kontakt halten müssen. Sie nehmen an Intensität zu, wenn Tokos erregt sind. Revieranzeigende Rufe klingen kok-kok-kok-kokok-kokok-kokok. Tokos geben kreischende Töne von sich, wenn sie sich durch einen Raubvogel bedroht fühlen.

### Verwechslungsmöglichkeiten
Es gibt im großen Verbreitungsgebiet des Savannentokos mehrere Arten aus der Gattung der Tokos, mit denen er verwechselt werden kann.
Die größte Ähnlichkeit zum Savannentoko weist der Monteiro-Toko auf. Dieser ist jedoch größer und hat einen dunkleren Kopf und Hals und mehr Weißanteile bei den Steuerfedern. Die Stimme des Monteiro-Tokos ist außerdem dunkler. Der Östliche und der Südliche Gelbschnabeltoko weisen ebenfalls ein ähnliches Körpergefieder auf, haben jedoch gelbe Schnäbel. Sie sind außerdem größer. Der Decken-Toko hat keine Flecken auf den Flügeldecken, die Männchen haben einen rot-gelben, die Weibchen einen schwarzen Schnabel. Der mit dem Decken-Toko nah verwandte und lange als dessen Unterart eingestufte Jackson-Toko hat tropfenförmig weiß gefleckte Flügel, sein Schnabel ist orange.

## Verbreitung

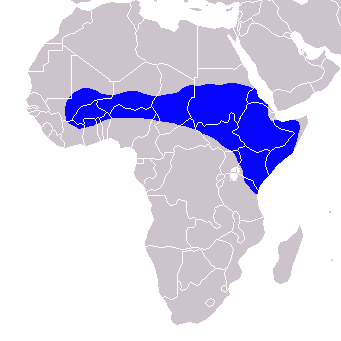
Verbreitungsgebiet des Savannentokoos

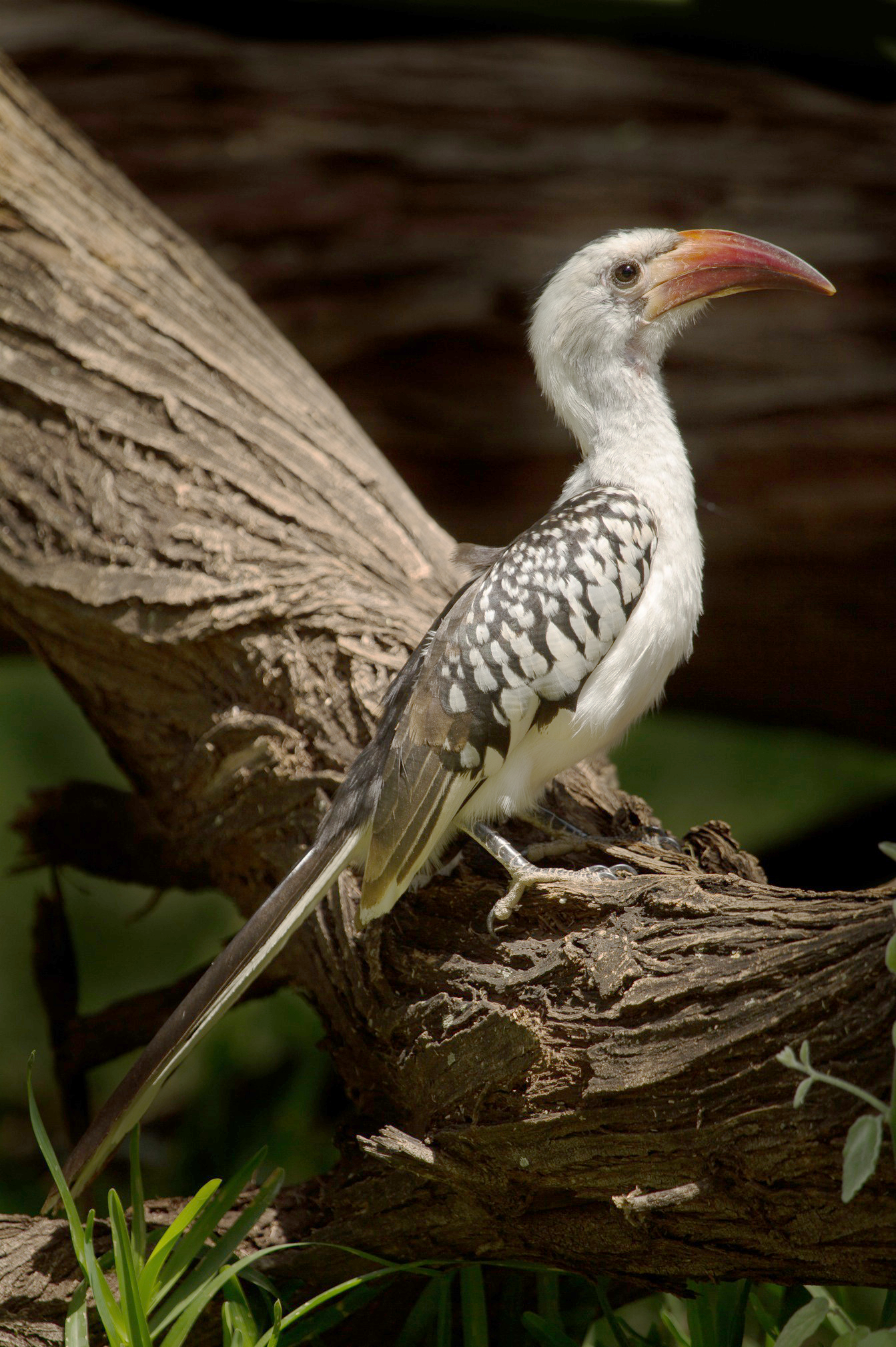
Savannentoko, Kenia

Das Verbreitungsgebiet des Savannentokos erstreckt sich in einem breiten Band vom Süden Mauretaniens, Gambia, Senegal, Guinea-Bissau, Guinea, dem Süden von Mali und dem Norden der Elfenbeinküste über Burkina Faso, Nigeria bis nach Äthiopien und Somalia, Kenia, den Osten Ugandas und Tansania.
Der Savannentoko kommt südlich der Sahara in Baum- und Dornbuschsavannen und in trockenen Akazien- und Mopanewäldern vor, zum Teil auch in Halbwüsten.

## Nahrung
Die Nahrung besteht aus Insekten, Früchten und Samen, die meist am Boden aufgenommen werden. Früchte und Wirbellose spielen vor allem im Sommer eine große Rolle im Nahrungsspektrum. Im Winter nimmt er überwiegend Samen auf. Mistkäfer spielen eine große Rolle in der Ernährung, daneben werden Heuschrecken, Termiten, Ameisen und Fliegenmaden gefressen. Sie fressen außerdem kleine Eidechsen, plündern die Nester von Blutschnabelwebern und Rotbauchwürgern, deren Eier und Nestlinge sie fressen. Sie gehen auch an Aas.
Savannentokos graben mit ihrem kräftigen Schnabel auch nach Nahrung. Während der Regenzeit wird so 35 Prozent des Nahrungsbedarfes gedeckt, während der Trockenzeit bis zu 65 Prozent. Untersucht wird lockere Erde, Blätter sowie der Kot von großen Säugetieren. Anders als viele andere Toko-Arten verfolgt der Savannentoko nicht aktiv Beutetiere.

## Fortpflanzung
Savannentokos kommen meist in Paaren oder kleinen Familientrupps vor. Während Dürrezeiten kommt es jedoch mitunter zur Bildung von Trupps, die an Stellen mit gutem Nahrungsangebot wie beispielsweise in der Nähe von Wasserstellen mehrere hundert Individuen umfassen können. Die Tokos versammeln sich dort am frühen Morgen, kehren nachts aber in ihre Reviere zurück und nutzen dort ihre angestammten Ruheplätze. Bei sehr knappen Nahrungsangebot unternehmen solche Trupps an Savannentokos aber auch Wanderungen.
Der gesamte Brutzyklus vom Verschließen der Bruthöhle durch das Weibchen bis zu dem Verlassen der Flügge gewordenen Jungvögel dauert 65 bis 99 Tage. Davon entfallen 23 bis 25 Tage auf das Bebrüten der Eier und auf die Nestlingszeit 39 bis 50 Tage. Das Weibchen hält sich bereits vor der ersten Eiablage drei bis 24 Tage in der verschlossenen Bruthöhle auf. Sie durchläuft während des Brutzyklus die Mauser.
Das Weibchen legt drei bis sechs Eier in eine Baumhöhle, die es mit Lehm, Mist und Fruchtbrei verschließt. Nur eine ein Zentimeter breite Öffnung bleibt bestehen, die gerade groß genug ist, damit das Männchen Futter für das Weibchen und die Küken durchgeben kann. Der Legeabstand zwischen den einzelnen Eiern beträgt ein bis sechs Tage, die Nestlinge schlüpfen entsprechend asynchron. Damit die Höhle sauber bleibt, wird der Kot durch die Öffnung nach draußen geschleudert. Wenn die Küken zusammen mit der Mutter zu groß für die Höhle werden, bricht diese den Verschluss auf und verlässt die Höhle. Der Verschluss wird von den Nestlingen dann erneut gefertigt und beide Eltern füttern die Jungen.

## Haltung
Savannentokos werden gelegentlich in Zoologischen Gärten gezeigt. Sie haben dort bereits ein Alter bis zu 18 Jahren erreicht.

## Einzelbelege
1. ↑  H. Barthel, Ch. Barthel, E. Bezzel, P. Eckhoff, R. van den Elzen, Ch. Hinkelmann & F. D. Steinheimer: Deutsche Namen der Vögel der Erde Vogelwarte Bd. 58, S. 1–214, 2020
2. ↑  Tockus erythrorhynchus in der Roten Liste gefährdeter Arten der IUCN 2016. Eingestellt von: BirdLife International, 2016. Abgerufen am 3. Oktober 2017.
3. ↑  Kemp: The Hornbills - Bucerotiformes. S. 132.
4. ↑  Kemp: The Hornbills - Bucerotiformes. S. 131.
5. ↑  Rufe des Savannentokos auf Xeno-Canto, aufgerufen am 3. Oktober 2016.
6. 1 2 3  Kemp: The Hornbills - Bucerotiformes. S. 133.
7. ↑  Kemp: The Hornbills - Bucerotiformes. S. 134.
8. ↑  W. Grummt, H. Strehlow (Hrsg.): Zootierhaltung Vögel. S. 548.